# Ospedale Papa Giovanni XXIII
L'ospedale Papa Giovanni XXIII è la più importante struttura ospedaliera di Bergamo.
Progettato a partire dall'anno 2000, la sua inaugurazione è avvenuta a dicembre 2012, rendendolo la nuova sede dell'azienda ospedaliera degli ex-Ospedali Riuniti di Bergamo.

## Progetto e realizzazione
Il progetto esecutivo del nuovo ospedale dedicato a papa Giovanni XXIII di Bergamo è il risultato di un lungo e complesso percorso progettuale iniziato nel luglio del 2000 con l'indizione del concorso internazionale di progettazione. Diretto dall'architetto parigino Aymeric Zublena, ideatore anche dello stadio Saint Denis e dell'ospedale Pompidou di Parigi, è costituita da 7 torri di 5 piani ciascuna delle quali è unita a un'unica piastra centrale. Il nuovo ospedale ospita 36 sale operatorie, 226 ambulatori, 1.200 posti letto (massimi accreditati) e un eliporto.
La giunta comunale, guidata da Guido Vicentini, decise di costruire l'ospedale nell'area della Trucca, a sud-ovest contro il parere degli estensori del piano regolatore, che avevano scelto per l'opera l'area della Martinella, a nord-est, a causa della natura paludosa dei terreni della Trucca.
Per approntare l'area, i lavori hanno incluso importanti opere idrauliche, tra cui la canalizzazione e derivazione della Roggia Serio e il collegamento al colatore di Dalcio.
La nuova struttura è finanziata con fondi della Regione Lombardia (14 milioni di euro), dello Stato, e con i proventi della vendita dell'area del vecchio ospedale, che è stato poi ceduta all'Accademia della Guardia di Finanza.
La struttura, la cui inaugurazione era inizialmente prevista per la primavera 2010, ha dovuto fare i conti con la presenza di una falda acquifera alta. Nel settembre 2010, l'acqua ha infiltrato i sotterranei della torre 5, che contiene le cabine elettriche della cardiochirurgia. Risolti i problemi, l'ospedale e il relativo pronto soccorso sono stati inaugurati nel dicembre 2012.

## Struttura
L'ospedale è provvisto di reparti specializzati in vari ambiti, in particolare in ambito trapiantologico, materno-infantile, neonatale e pediatrico, onco-ematologico e cardiovascolare. La struttura ospedaliera dispone di:
- 7 torri con degenze e ambulatori
- 1 piastra con laboratori, servizi di diagnostica, pronto soccorso, sale operatorie e area critica
- 320.000 m² complessivi
- oltre 900 posti letto
- 36 sale operatorie
- 226 ambulatori
- 9.000 m² dedicati alla diagnostica
- 4.000 m² per l’emergenza-urgenza
- eliporto funzionante 24 ore su 24
- prescrizione informatizzata dei farmaci e armadi robotizzati per la gestione in monodose dei farmaci
- cartella clinica elettronica
- trasporti automatizzati
- pasti personalizzati ordinati al letto del paziente
- gestione delle divise con microchip.

## Trasporto urbano ed extra-urbano

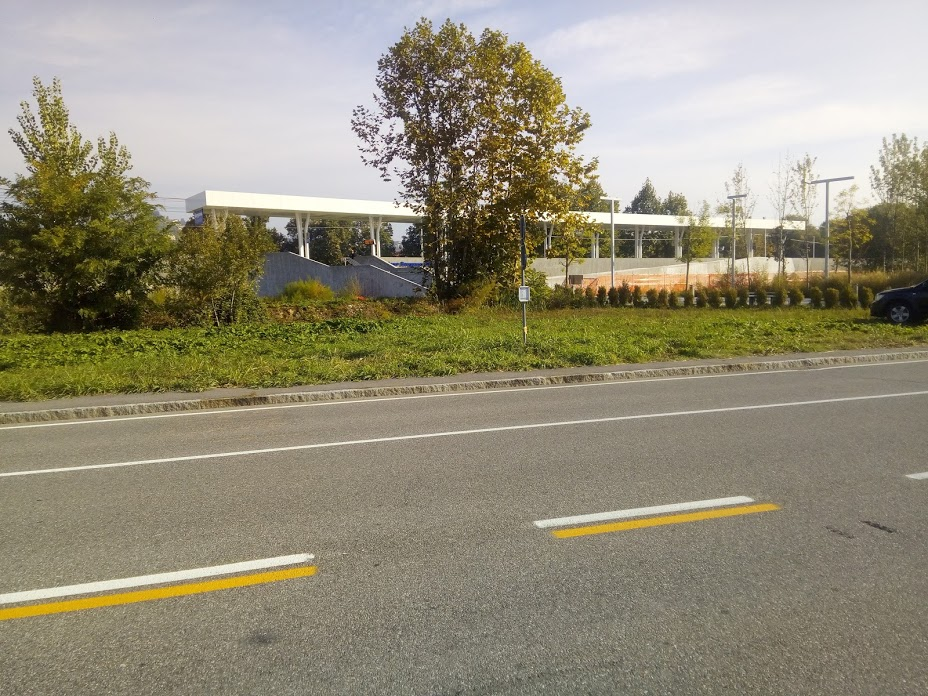
Stazione di Bergamo Ospedale

L'ospedale è collegato al resto della città di Bergamo tramite la fermata di via Brambilla, capolinea della linea metrobus C. È inoltre presente, da dicembre 2017, la stazione ferroviaria di Bergamo Ospedale.

## Premi e riconoscimenti
Nella World's Best Hospital, classifica annuale dei migliori ospedali del mondo stilata da Newsweek, è risultato il sesto ospedale in Italia e il 117° fra i 2.400 ospedali di 30 Paesi monitorati nell'analisi.